# Джон Мандевиль
Джон Мандевиль (англ. John Mandeville, фр. Jehan de Mandeville, лат. Johannes Magdovillanus; около 1300, Сент-Олбанс, Хартфордшир — 17 ноября 1372, Льеж) — имя повествователя в знаменитой книге путешествий XIV века «Приключения сэра Джона Мандевиля» (фр. Livre des merveilles du monde, лат. Itineraria). Его называли «первым великим английским путешественником» и «отцом английской прозы».

## Содержание книги и её автор

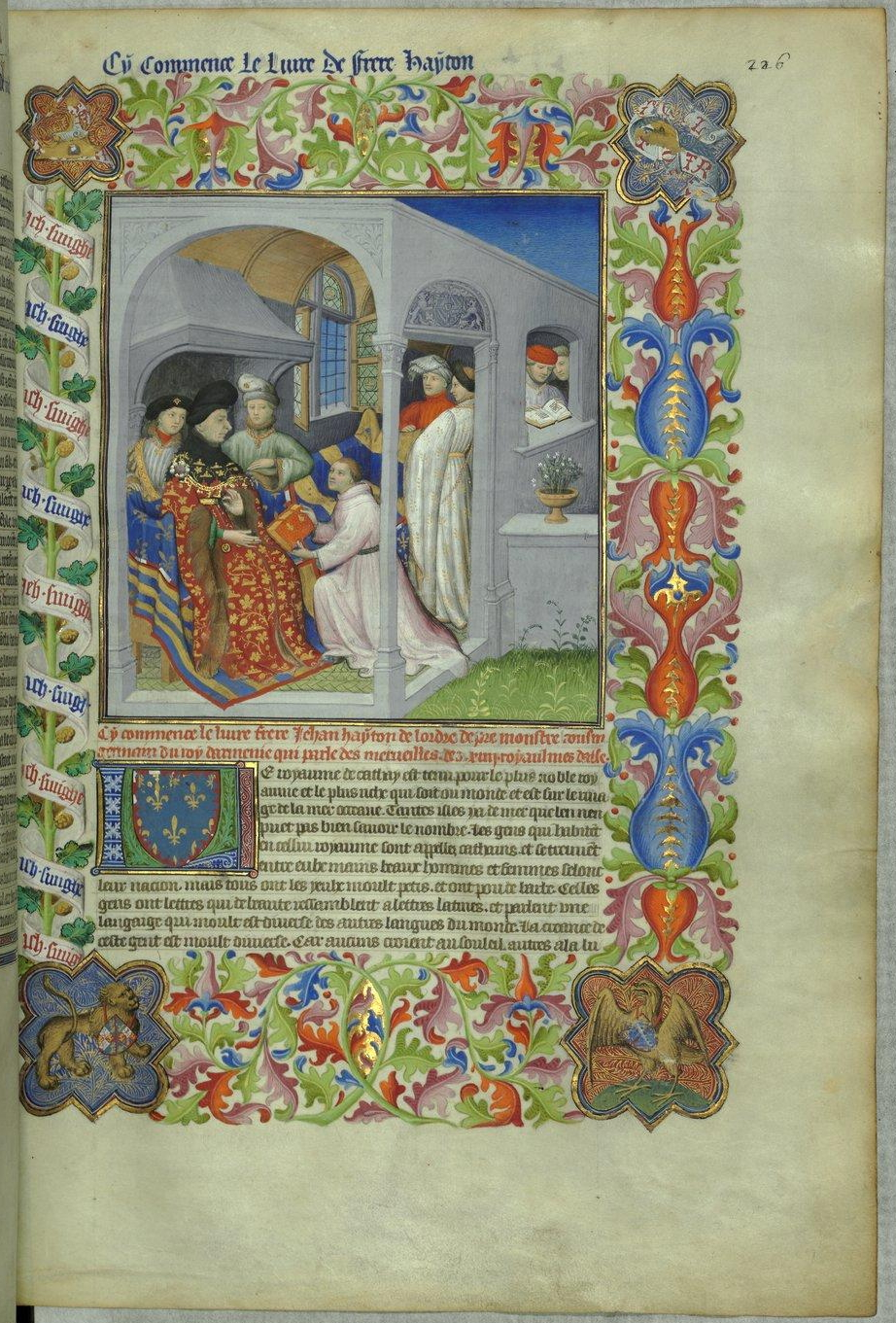
Фронтиспис рукописи «Путешествий сэра Джона Мандевиля» с миниатюрой, изображающей автора, преподносящего её герцогу Бургудии Жану Бесстрашному. Мастер Мазарини, Национальная библиотека Франции, 1410—1412 гг.

Книга путешествий Мандевиля написана между 1357 и 1371 годами. Автор книги сообщает о себе, что по происхождению он рыцарь, родился и вырос в городе Сент-Олбанс в Англии. Анализ независимых источников позволяет предполагать, что настоящий составитель книги изучал математику, медицину и теологию, что нехарактерно для представителей рыцарского сословия того времени, и умер не позже 1372 года в Льеже.
Первоисточниками приключений Мандевиля послужили «Описание восточных земель» Одорико Порденоне и «Книга о путешествии в восточные страны» Гийома де Рубрука, с добавлением сведений из сочинений античных историков — Геродота, Эратосфена, Плиния Старшего, Гая Юлия Солина, и средневековых авторов — Жака де Витри и Плано Карпини. Также им использованы популярные средневековые энциклопедии вроде «Этимологий» Исидора Севильского, «О свойствах вещей» Бартоломея Английского, «Великого зерцала» Винсента из Бове, «Книги сокровищ» Брунетто Латини и агиографический сборник Иакова Ворагинского «Золотая легенда».
Некоторые сведения Мандевиль заимствовал из «Цветника историй земель Востока», записанного в 1307 году 
Николаем Фальконом де Тулем из Пуатье со слов перешедшего в католичество армянского монаха Хетума Патмича, а также маршрута саксонского рыцаря Вильгельма фон Больдензеле, составленного в 1336 году по просьбе кардинала Эли де Талейрана-Перигора.

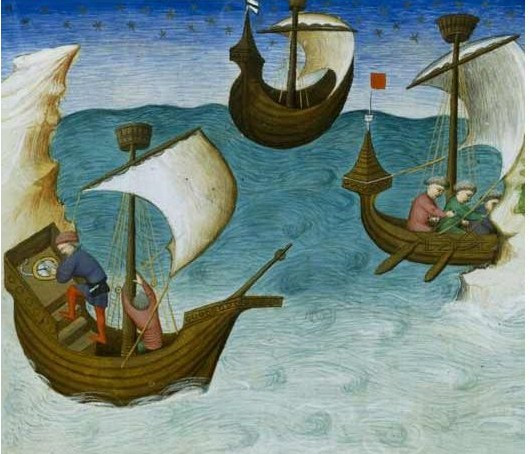
Миниатюра рукописи «Путешествий сэра Джона Мандевиля» с первым известным европейским изображением корабельного компаса (1403)

Предполагается, что автором (компилятором) книги частично или полностью был французский врач Жан де Бургонь по прозвищу Бородач (фр. Jean de Bourgogne, dit a la Barbe), с 1327 года живший в Египте, а в 1343 году поселившийся в Льеже. О нём, в частности, сообщает льежский генеалог и герольд Луи Обри (1643—1720), опиравшийся на утраченную четвёртую книгу «Зерцала историй» местного средневекового хрониста Жана д’Утремёза, которого этот врач якобы сделал своим душеприказчиком, поведав о своих странствиях. Также известно, что ещё в 1462 году в разрушенной позже Гильеминской церкви Льежа читалась следующая надгробная надпись: «Здесь покоится благородный господин Иоанн де Мандевиль, именуемый также де ла Барб, рыцарь, владелец Кампди [Крит?], рождённый в Англии, профессор медицины, красноречивый оратор, весьма одаренный человек, благодетель для бедняков, объехавший почти весь свет и закончивший свою жизнь в Льеже в год Господен 1372 17-го дня месяца ноября». 
Представляется, однако, очевидным, что помянутый де Бургонь вряд ли покидал после 1343 года город Льеж, тогда как «реальный» Мандевиль закончил описание своих путешествий спустя целых 12 лет. Версия эта приходит в противоречие и с высокой эрудированностью автора — логичнее предположить, что он являлся духовным лицом; по одной из версий, им мог быть образованный монах-бенедиктинец из аббатства на севере Франции. Ещё более вероятно, что фантастическое путешествие Мандевиля является плодом коллективного творчества.

## Маршрут
Путешествие Мандевиля якобы продолжалось в течение 33 лет — с 1322 по 1355 год. Маршрут его пролегал через Турцию, Сирию, Аравию, Египет, Палестину, Ливию, Эфиопию, Армению, Русь, Персию, Месопотамию, Татарию, Индию, Зондские острова и Китай. По утверждениям автора, он побывал даже в легендарном царстве пресвитера Иоанна, сведения о котором, вероятно, заимствованы из популярного «Послания» этого вымышленного клирика византийскому императору Мануилу Комнину (1143—1180).

## Небылицы и факты

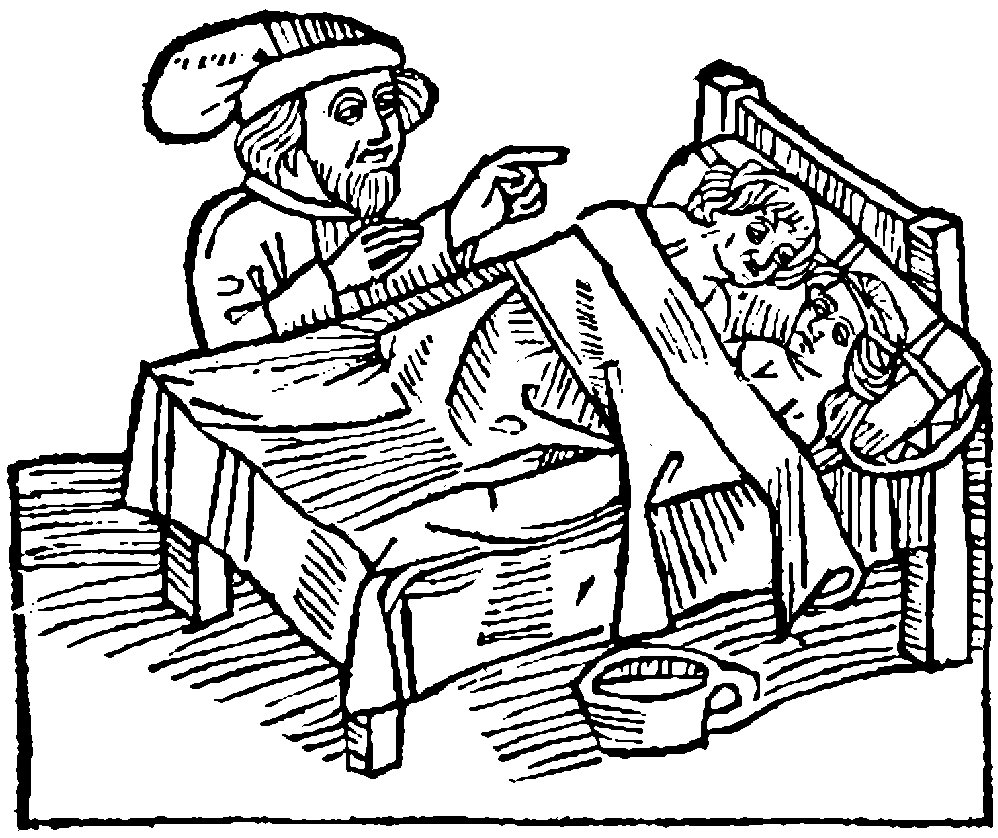
Ритуал дефлорации. Гравюра из страсбургского издания «Путешествий сэра Джона Мандевиля» (1484)

Характерная черта повествования Мандевиля — чем дальше от Европы, тем больше небылиц. Довольно точные описания Вифлеема и Константинополя, известных европейцам не понаслышке, перемежаются с рассказами о жёлтых, зелёных, безголовых и одноногих людях; о киклопах, троглодитах, гигантах и пигмеях; о заколдованном в лесу древнем войске и об озере из слёз Адама и Евы. На Никобарских островах Мандевилю якобы повстречались кинокефалы — вполне разумные люди с пёсьими головами. В духе волшебной сказки выдержан рассказ о пригожей девице с острова Ланго, которая, как только автор пытается поцеловать её, превращается в ужасного дракона. Поскольку чудеса помещены у границ известного европейцам мира, в целом книга воспринималась как правдивая. Поражают Мандевиля и некоторые привычки и традиции аборигенов: одни питаются сырым мясом (если не человечиной); другие предупредительно вешают своих родителей на деревьях, чтобы избавить их от возрастных заболеваний; третьи прибегают к услугам чужестранцев для дефлорации собственных невест.

## Популярность книги
Книга пользовалась исключительной популярностью. Она сохранилась более чем в 250 рукописях на одиннадцати языках, в том числе на французском, английском, немецком, итальянском, испанском, нидерландском, датском, чешском и латыни. Старейшая из известных рукописных книг (Льежская рукопись не сохранилась) находится в Национальной библиотеке Франции и датирована 1371 годом. Относится к числу первых сочинений, опубликованных в печатном виде: в 1478 году вышло немецкое издание, в 1480-м — французское. Среди её читателей был и мельник Меноккьо, еретик и библиофил XVI века, запечатлённый в книге современного итальянского исследователя Карло Гинзбурга «Сыр и черви». Трактат находился в личной библиотеке Леонардо да Винчи.
О популярности книги свидетельствует следующий факт: если списков рукописи Марко Поло «Книга о разнообразии мира» было около 80, то списков рукописи Мандевиля существовало более 300. По мнению немецкого исследователя средневековой географии Рихарда Хеннига, с точки зрения истории культуры успех книги — «этого явного плагиата», показывает, как сильна была в XIV—XV веках тяга к рассказам о далёких, неизвестных странах:
Этот мнимый отчёт гораздо больше способствовал расширению географического кругозора тогдашнего европейца, чем рассказы о подлинных путешествиях того времени, за исключением, возможно, "Книги" Поло. Но эту книгу, напротив, принимали за фантастическое произведение, хотя она была вполне правдива.
Составители российского «Словаря средневековой культуры» отмечая, что «автор совершил в реальности путешествие лишь до ближайшей библиотеки» пишут в своей статье «Путешествие»:
Его концепция пространства парадоксальна, так как она сочетает традиционные сведения (о земном рае, чудовищах, дикарях и пр.) с новыми веяниями. Так, на страницах трактата высказано предположение о шарообразной форме Земли. Из всех сочинений о путешествиях именно этот трактат был наиболее популярным не только в средневековье, но и позже.

## Влияние книги
Компиляция Мандевиля оказала влияние на реальные отчёты о путешествиях, в том числе и на дневник Христофора Колумба; в качестве пособия навигации его использовали и такие известные путешественники, как Христофор Колумб, Уолтер Рэли и Мартин Фробишер.
Карнавальное переосмысление «Путешествия» содержится в пятой книге Франсуа Рабле «Гаргантюа и Пантагрюэля».
Своеобразный стиль повествования, в котором фактически точные подробности перемешаны с чудесами и фантастикой, в числе прочих спародировал Джеймс Джойс в 14-й главе романа «Улисс».
Сообщения Джона Мандевиля в ироническом ключе упоминаются в историческом романе А. Конан Дойла «Белый отряд» (1891).

## Современное издание
- Le livre des merveilles du monde. Edition critique de Ch. Deluz. — Paris: CRNS. — 2000.